# Arbasus caecus
Genre
Espèce
Synonymes
- Phalangodes caecus Simon, 1911

Arbasus caecus, unique représentant du genre Arbasus, est une espèce d'opilions laniatores de la famille des Buemarinoidae.

## Distribution
Cette espèce est endémique de France. Elle se rencontre dans des grottes dans les Pyrénées. Elle a été observée dans la grotte de Pèneblanque en Haute-Garonne, dans la grotte de Lestelas en Ariège et dans la grotte de Riusec dans les Pyrénées-Atlantiques

## Description
Le spécimen décrit par Roewer en 1935 mesure 1,5 mm. Cet opilion est anophtalme.
Le mâle décrit par Karaman en 2023 mesure 1,3 mm.

## Systématique et taxinomie
Cette espèce a été décrite sous le protonyme Phalangodes caecus par Simon en 1911. Elle est placée dans le genre Scotolemon par Roewer en 1923 puis dans le genre Arbasus par Roewer en 1935.
Ce genre a été décrit par Roewer en 1935 dans les Travuniidae. Il est placé dans les Cladonychiidae par Derkarabetian, Starrett, Tsurusaki, Ubick, Castillo et Hedin en 2018 puis dans les Buemarinoidae par Karaman en 2023.

## Publications originales
- Simon, 1911 : « Araneae et Opiliones (Troisième série). Biospeologica. XXIII. » Archives de zoologie expérimentale et générale, sér. 5, vol. 9, no 2, p. 177-206 (texte intégral).
- Roewer, 1935 : « Opiliones. Fünfte Serie, zugleich eine Revision aller bisher bekannten Europäischen Laniatores. Biospeologica. LXII. » Archives de Zoologie expérimentale et générale, vol. 78, no 1, p. 1–96.